# Eduard Gurk

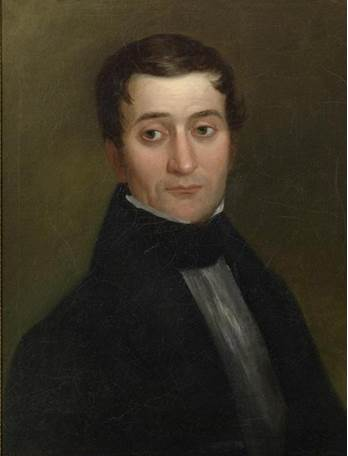
Eduard Gurk, autoritratto.

Eduard Gurk (Vienna, 17 novembre 1801 – Gerusalemme, 31 marzo 1841) è stato un pittore austriaco.

## Biografia
Eduard Gurk (o Gurck), pittore di corte degli Asburgo con gli imperatori Francesco I e Ferdinando I, fu paesaggista, acquarellista e incisore.
Nacque a Vienna il 17 novembre 1801, morì per peste a Gerusalemme il 31 marzo 1841. Crebbe alla scuola artistica del padre Joseph Ignaz, funzionario della Galleria d'Arte e della Biblioteca del principe Nikolaus II Esterházy. Eduard accompagnò il genitore nel tour che lo portò attraverso tutta l'Europa verso la Danimarca, la Svezia, l'Olanda, la Francia e quindi in Gran Bretagna, dove poté perfezionare la sua tecnica attingendo alla tradizione acquarellista inglese.
Tornato a Vienna, nel 1819, Eduard affinò il suo talento anche nell'arte dell'incisione frequentando i corsi dell'imperial-regia Accademia d'Arte, la k.k. Akademie der bildenden Künste, partecipando quindi, nel 1822, a un'esposizione.

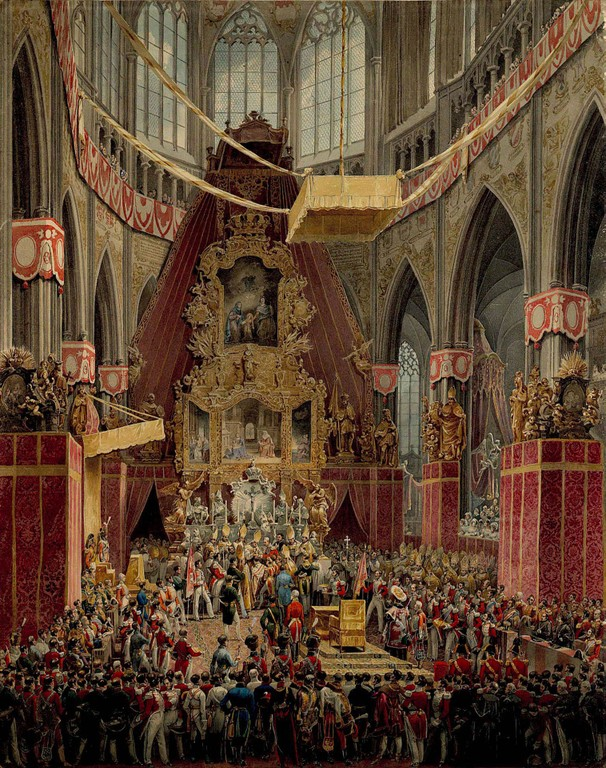
E. Gurk, L'incoronazione di Ferdinando I a re di Boemia. (Praga, settembre 1836). Tempera. Collezione Albertina, Vienna.

Nel 1823 pubblicò, assieme con il padre, una raccolta di circa 80 vedute, incise e colorate a mano, riproducenti insigni monumenti dell'architettura viennese, Wiens vorzügliche Gebäude und Monumente, alla quale seguirono via via negli anni altre pregevoli serie di opere, ricordate più sotto.
Sempre più apprezzato nelle alte sfere imperiali, si guadagnò la protezione del principe Klemens von Metternich, Gurk fu nominato aiutante pittore di corte, supportanto l'Hofkammermaler in carica Johann Nepomuk Hoechle. In questa veste egli accompagnò nei loro viaggi l'arciduca Johann e Ferdinando, principe ereditario, immortalandoli nelle sue opere.
Come accompagnatore fisso dell'arciduca Ferdinando, il futuro imperatore Ferdinando I, Eduard Gurk realizzò dal 1830 varie serie di acquerelli che dovevano documentare avvenimenti significativi della vita dell'erede al trono.
Eduard Gurk lavorò inoltre a numerose vedute di viaggio dell'Austria e dell'Ungheria e, a partire dal 1833, in collaborazione con il suo collega Leander Russ e Jacob Alt, oggi conservate all'Accademia Albertina di Vienna.
Contemporaneamente l'aiuto Hofkammermaler iniziò a lavorare ad una serie di acquerelli che doveva rappresentare il pellegrinaggio a Mariazell intrapreso nel 1833 dall'Arciduca Ferdinando.
Nel marzo 1835, deceduto Francesco I, salì al trono degli Asburgo il primogenito, Ferdinando I. Alla fine di quello stesso anno morì anche Johann Nepomuk Hoechle, rendendo vacante il posto di Hofkammermaler, rango che fu assegnato ad Eduard Gurk a decorrere dal 12 gennaio 1836.

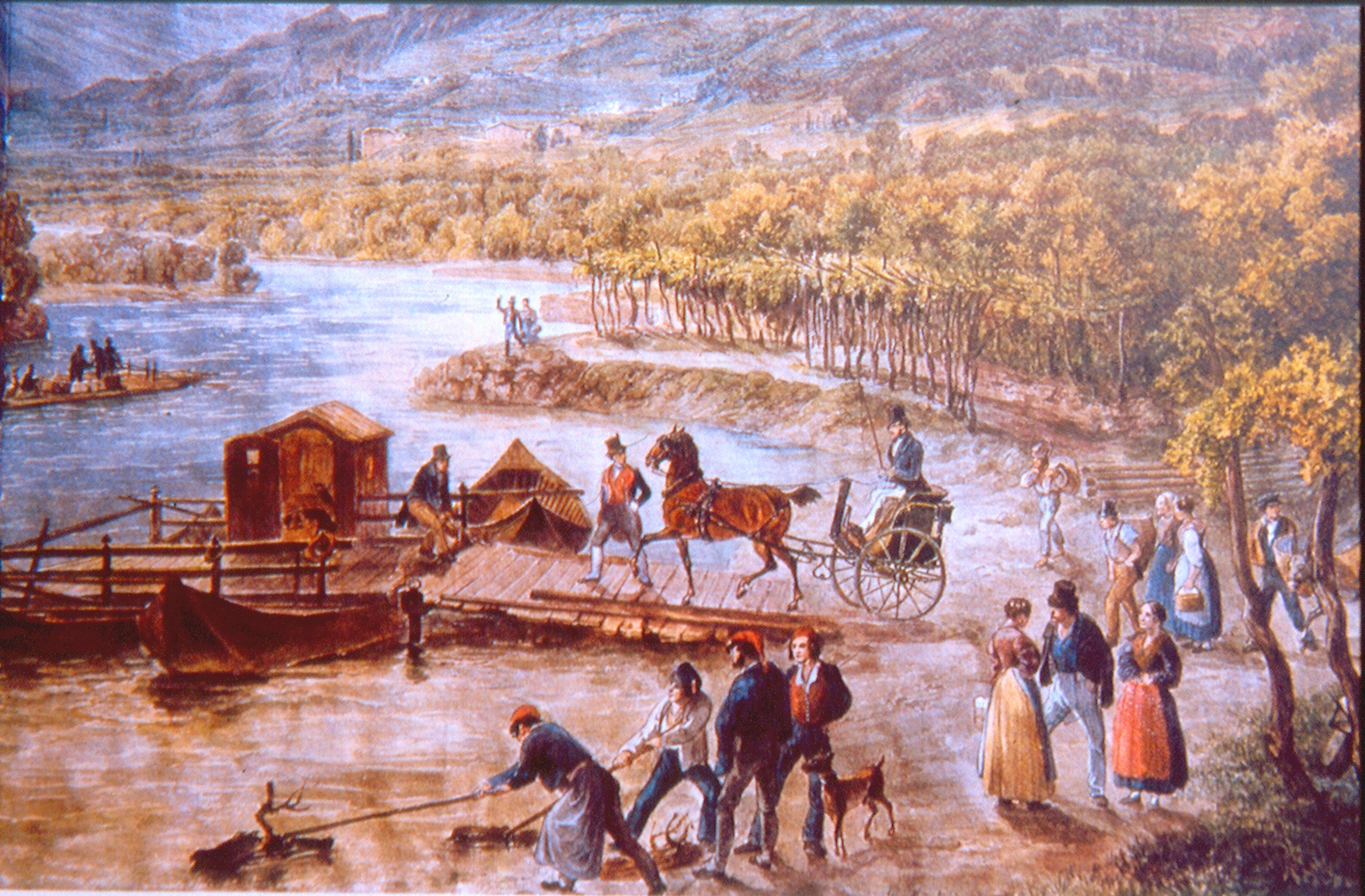
Olio, Il porto di Villa Lagarina sul fiume Adige, nel Trentino meridionale. Autunno 1840.

Il pittore dedicò da allora i suoi talenti nella rappresentazione e celebrazione degli accadimenti fondamentali della monarchia. Rappresentò dal vivo i viaggi d'incoronazione prima quale sovrano del Regno di Boemia (Praga, settembre 1836), quindi del Regno Lombardo-Veneto (Milano, settembre 1838). Molti dei suoi acquarelli originali, abbelliti con raffinate figure accanto a qualche sua veduta di viaggio austriaca ed ungherese incisa e colorata sono inseriti nel fidecommesso della Corte asburgica. Molti altri Eduard Gurk li tenne per sé, dopo averne ricavato, com'era usuale, serie di incisioni destinate alla vendita.
Nel 1840 il pittore intraprese un viaggio verso la Siria che raggiunse con il supporto della flotta austriaca del Levante, posta sotto il comando del contrammiraglio Francesco Bandiera del quale Gurk fu ospite, e che ritrasse durante la navigazione.
Sbarcato a Beirut, Gurk seguirà la costa del Libano, dove doveva raccogliere elementi di studio grafico e pittorico per una serie di rappresentazioni delle imprese del giovane arciduca Friedrich che al comando di un vascello, nell'autunno del 1840, impegnato nella spedizione contro la Siria, si era meritato l'Ordine di Maria Teresa per il suo eroismo davanti a San Giovanni d'Acri. Ma giunto a Gerusalemme, Eduard Gurk, già cagionevole di salute, si ammalò di peste e morì nel giro di tre giorni, il 31 marzo 1841, alla soglia dei 40 anni.
I suoi beni immobili in Vienna furono destinati per testamento alla costruzione dell'ospedale St. Rochus nel sobborgo di Penzing.

## Opere
- 1823 Wiens vorzüglichste Gebäude und Monumente, gemeinsam mit seinem Vater Josef Ignaz Gurk, Vienna, Verleger u. Kunsthandler Tranquillo Mollo.
- 1823-1825 Wiens Umgebungen – Nach der Natur gezeichnet und gestochen von Joseph und Eduard Gurk, 65 Tafeln (erschienen bei Tranquillo Mollo; Nachdruck: Graz: Akad. Druck- u. Verlagsanst, 1988).
- 1825-1830 Mahlerische Ansichten aus Carlsbad, Töplitz, Marienbad, Franzensbrunn und den Umgebungen. Nach der Natur gezeichnet und gestochen von Eduard Gurk in Wien. Wien, Tranquillo Mollo
- 1829 2 Illustrationen (Lithografien) zu Joseph Kyselaks Reisebeschreibung Skizzen einer Fußreise durch Oesterreich, Steiermark, Kärnthen, Berchtesgaden, Tirol und Baiern nach Wien – nebst einer romantisch pittoresken Darstellung mehrerer Ritterburgen und ihrer Volkssagen, Gebirgsgegenden und Eisglätscher auf dieser Wanderung, unternommen im Jahre 1825 von Joseph Kyselak, Wien, bei Anton Pichler.
- 1829 Abbildung der neuesten Adjustirung der Türkischen Armee in Constantinopel, Wien, Tranquillo Mollo
- 1830 Erinnerung an Wien, Vienna, Verleger u. Kunsthandler Tranquillo Mollo
- 1830 Erinnerungsblätter an die Krönung S.K.H. des Erzherzogs Kronprinzen Ferdinand zum König von Ungarn in Preßburg d. 28. Sept. 1830, Folge von 36 Blättern
- 1833 Mahlerische Reise von Wien nach Maria Zell in Steyermark, dargestellt in drey Tagreisen und nach der Natur aufgenommen im Jahre 1833 in Begleitung Sr. Majestät des jüngern Königs von Ungarn, Ferdinand dem fünften, von Eduard Gurk. 40 Aquarelle, Niederösterreichisches Landesmuseum. Faksimile Graz 1996, ISBN 3-201-01660-8
- 1835 Begräbnis von Franz I. - Zeichnungen und unfertigen Aquarellen, Provincia Autonoma di Bolzano, Bolzano (Italia).
- 1836 Die Königskrönung Ferdinands I. in Prag" - Aquarelle, Zeichnungen und unfertigen Aquarellen, Provincia Autonoma di Bolzano, Bolzano (Italia).
- 1838 Die Krönungsreise Ferdinands I. nach Italien - Aquarelle, Zeichnungen und unfertigen Aquarellen, Provincia Autonoma di Bolzano, Bolzano (Italia).
- 1838 Ansichten von Stadt und Land Salzburg - (Bleistiftzeichnungen)
- 1840 Trachten und Porträts"; "Motive von Tirol und anderen Orten des Kaiserreiches" - Aquarelle, Zeichnungen und unfertige Aquarellen, Provincia Autonoma di Bolzano, Bolzano (Italia).
- 1841 Motive aus dem Orient und Palästina" - Aquarelle, Zeichnungen und unfertige Aquarellen, Provincia Autonoma di Bolzano, Bolzano (Italia).

## Bibliografia

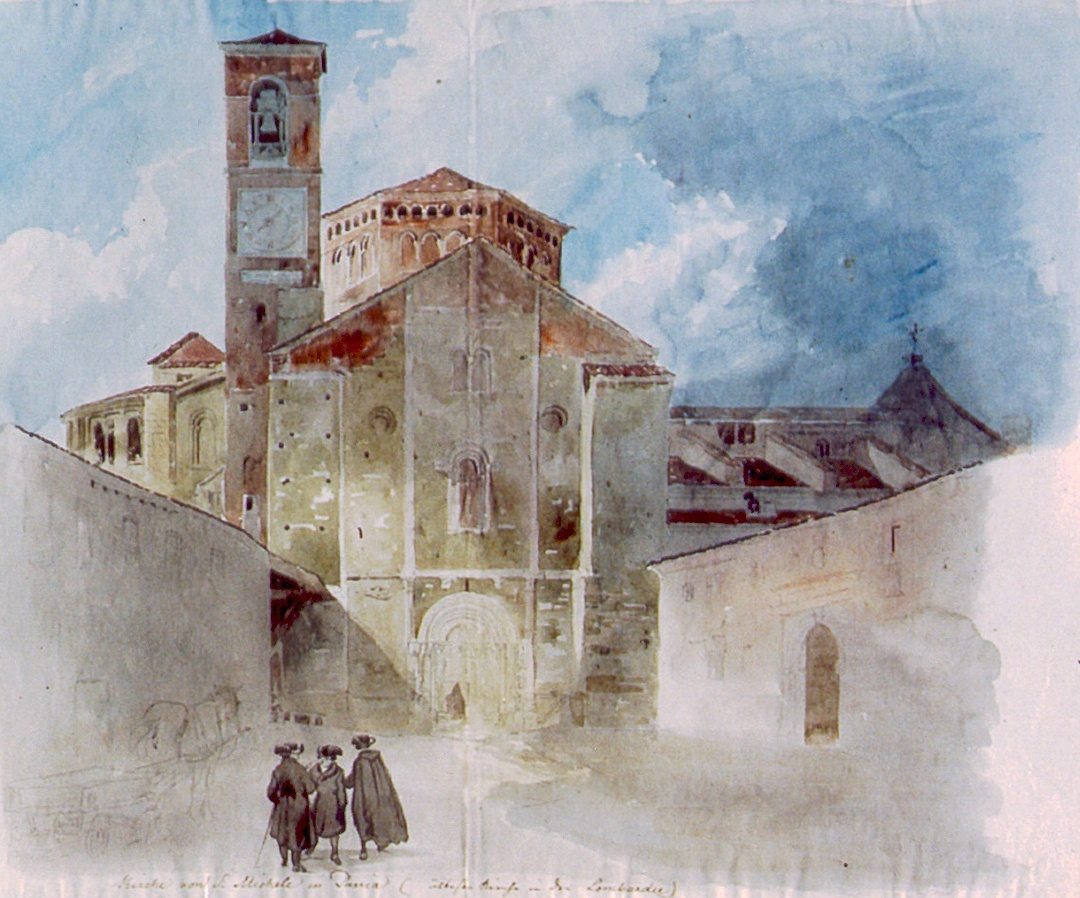
Eduard Gurk, Pavia, chiesa di S. Michele, 1838, acquerello
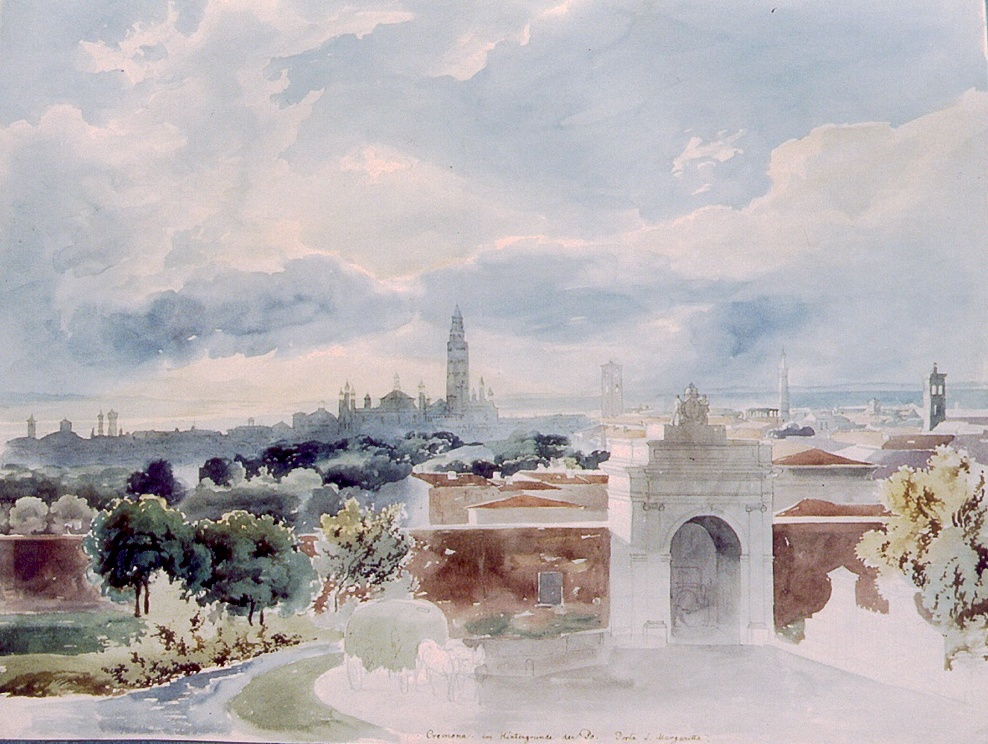
Eduard Gurk, Cremona da porta Pradella, 1838, acquerello
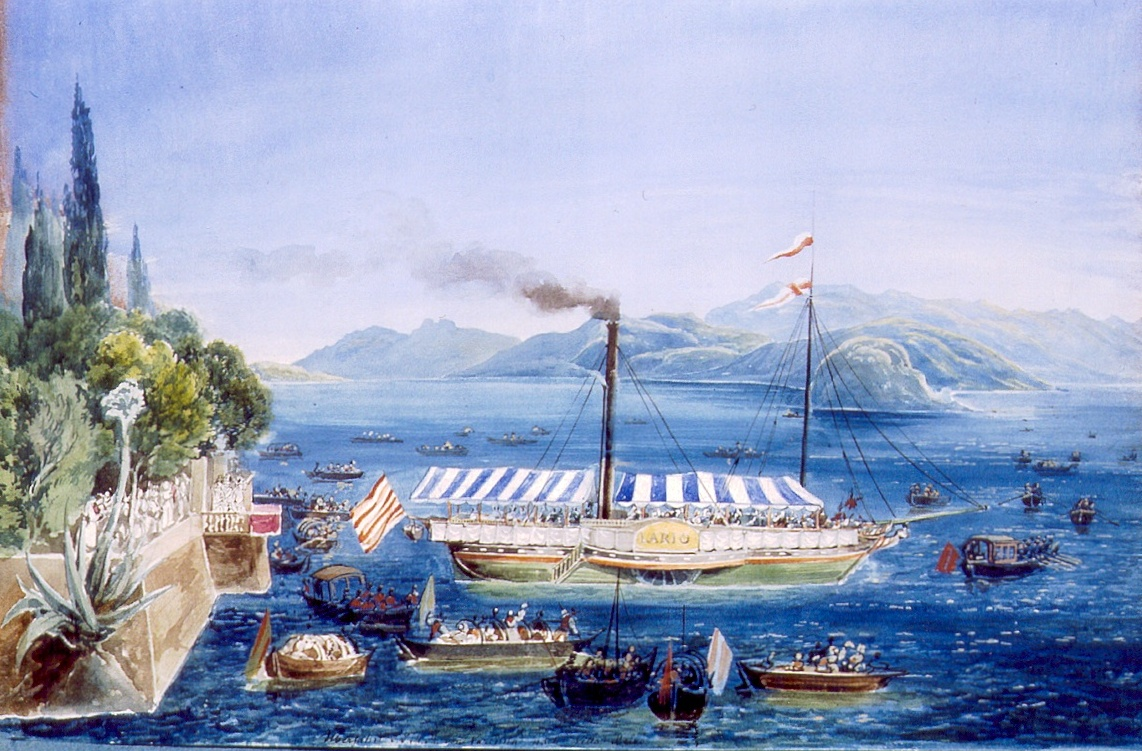
Eduard Gurk, Lago di Como, da Villa Melzi, settembre 1838, acquerello
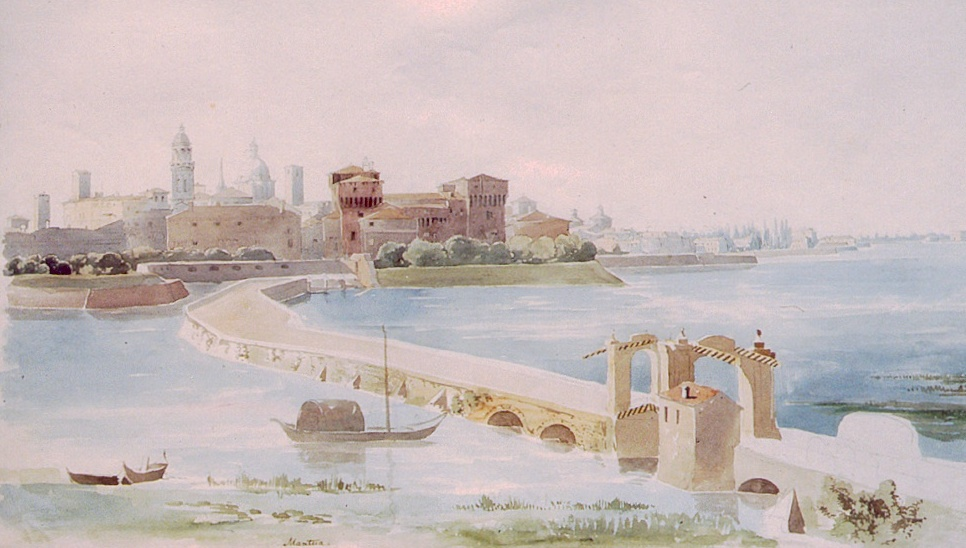
Eduard Gurk, Mantova, ponte e porta S. Giorgio, 1838, acquerello
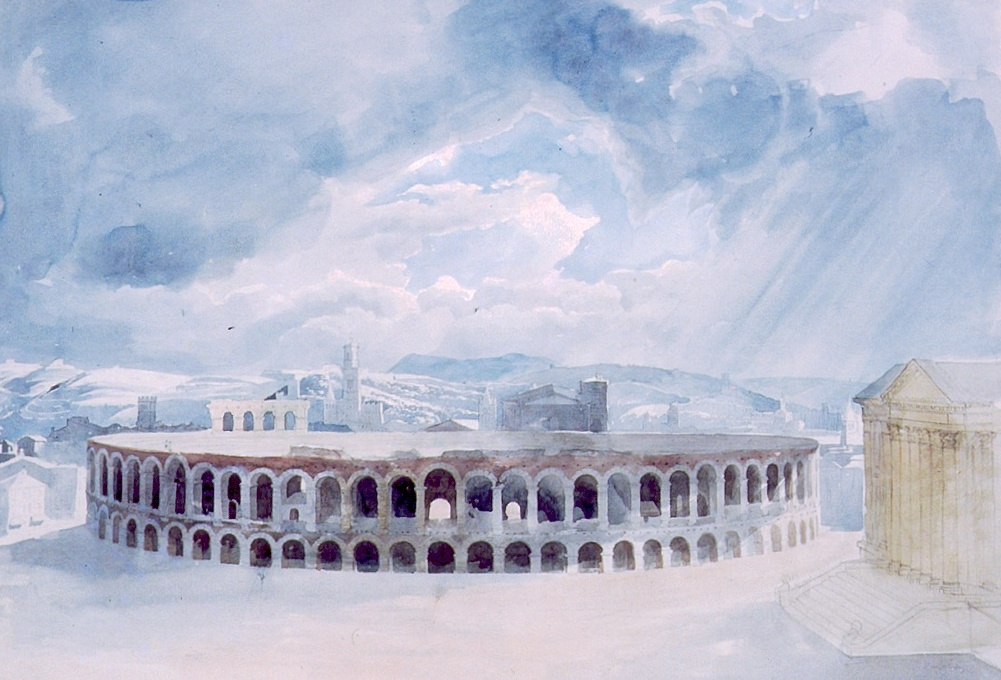
Eduard Gurk, Verona, Piazza Bra e l'Arena, 1838, acquerello
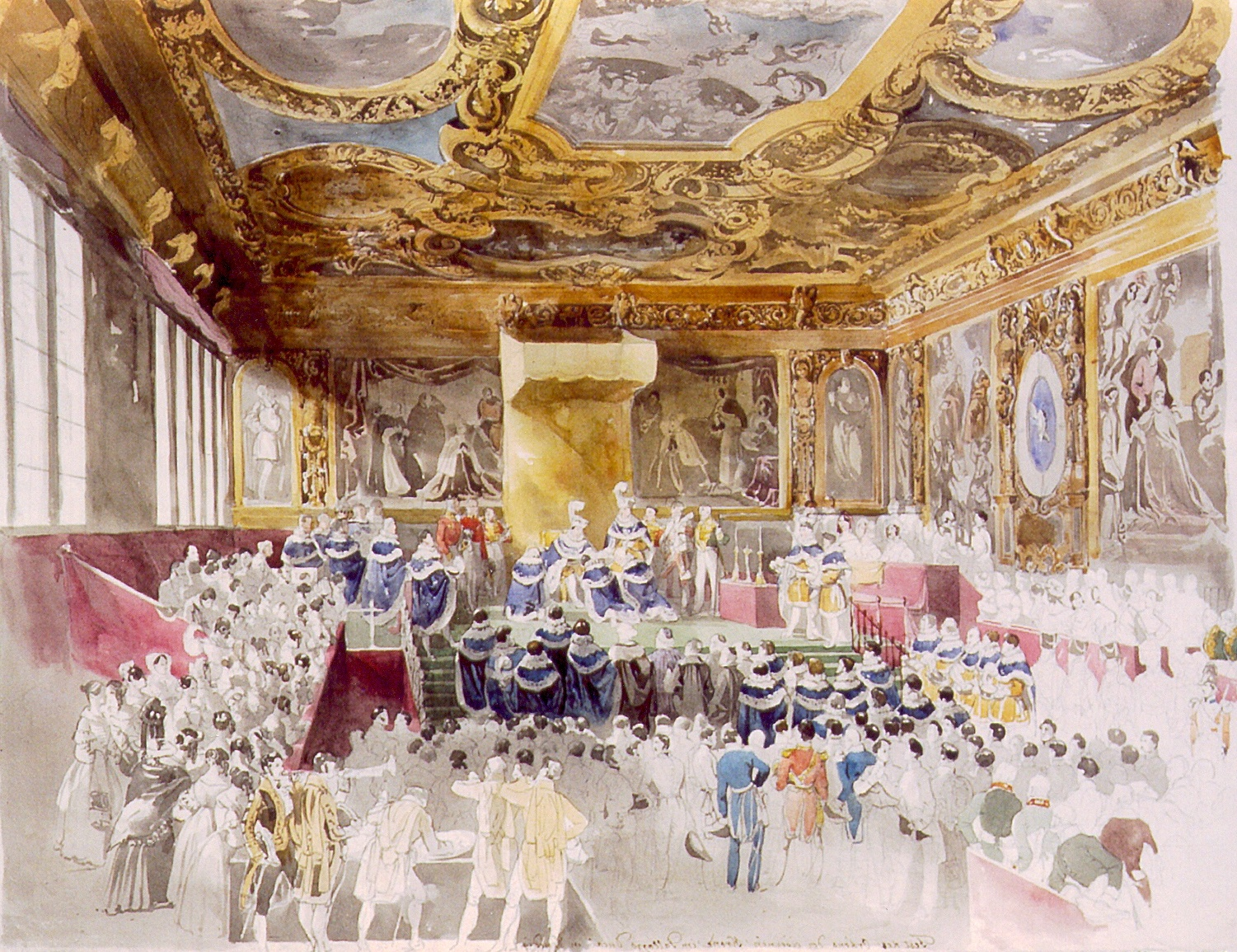
Eduard Gurk, Venezia, Palazzo Ducale, 1838, acquerello
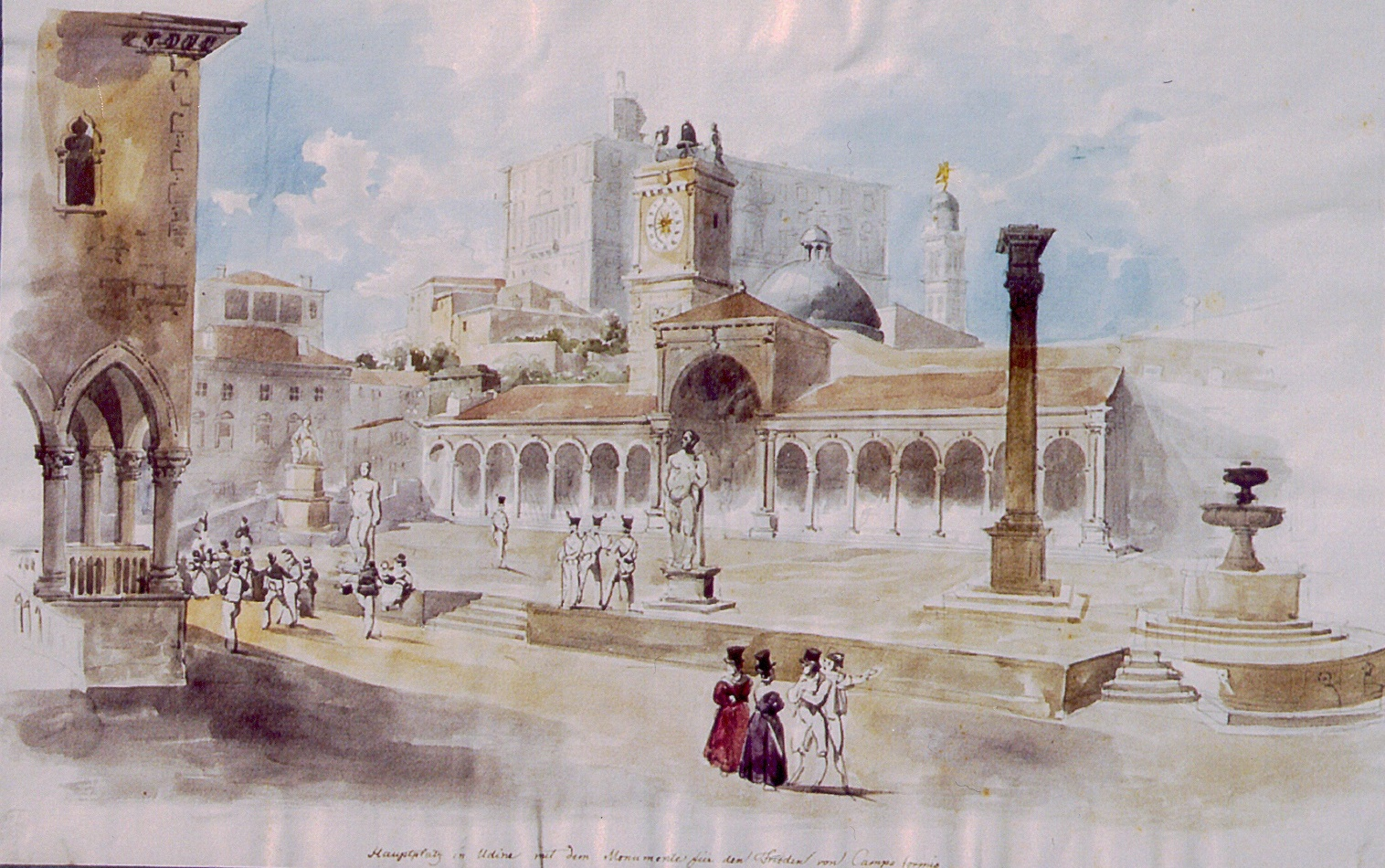
Eduard Gurk, Udine, 1838, acquerello
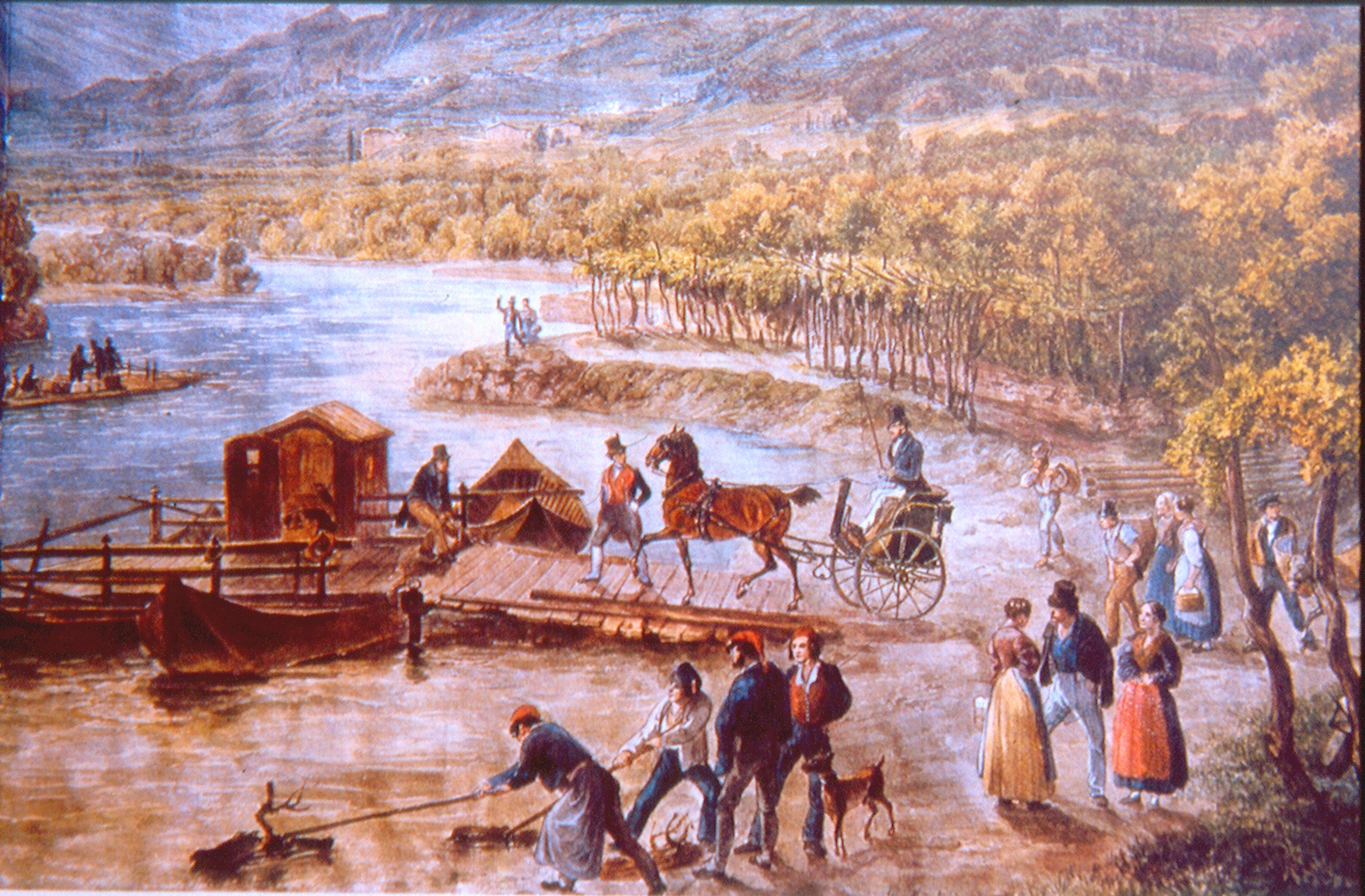
Eduard Gurk, Villa Lagarina, il porto sull'Adige, 1840, olio